# Rhyparia purpurata
Rhyparia purpurata là một loài bướm đêm thuộc phân họ Arctiinae, họ Erebidae.

## Hình ảnh

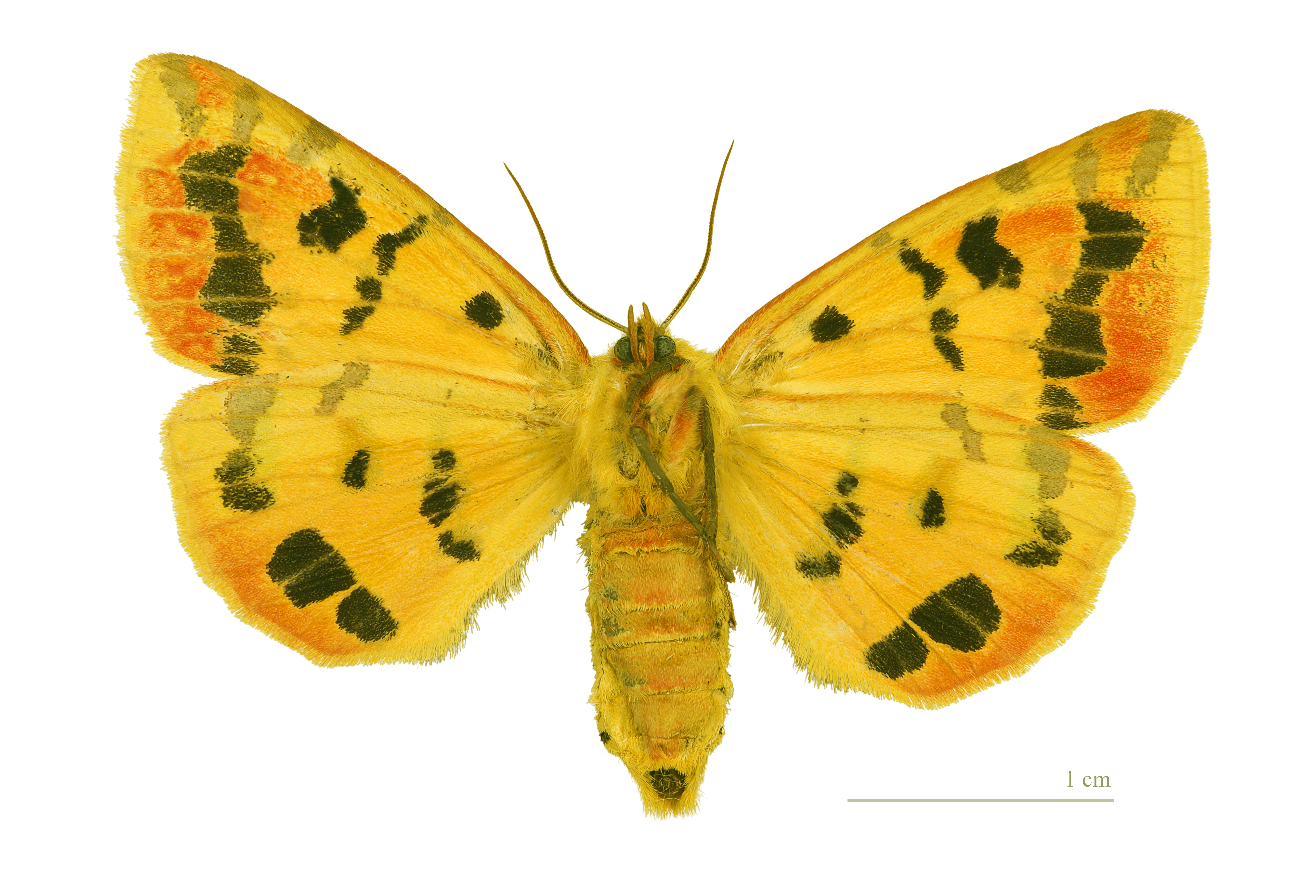
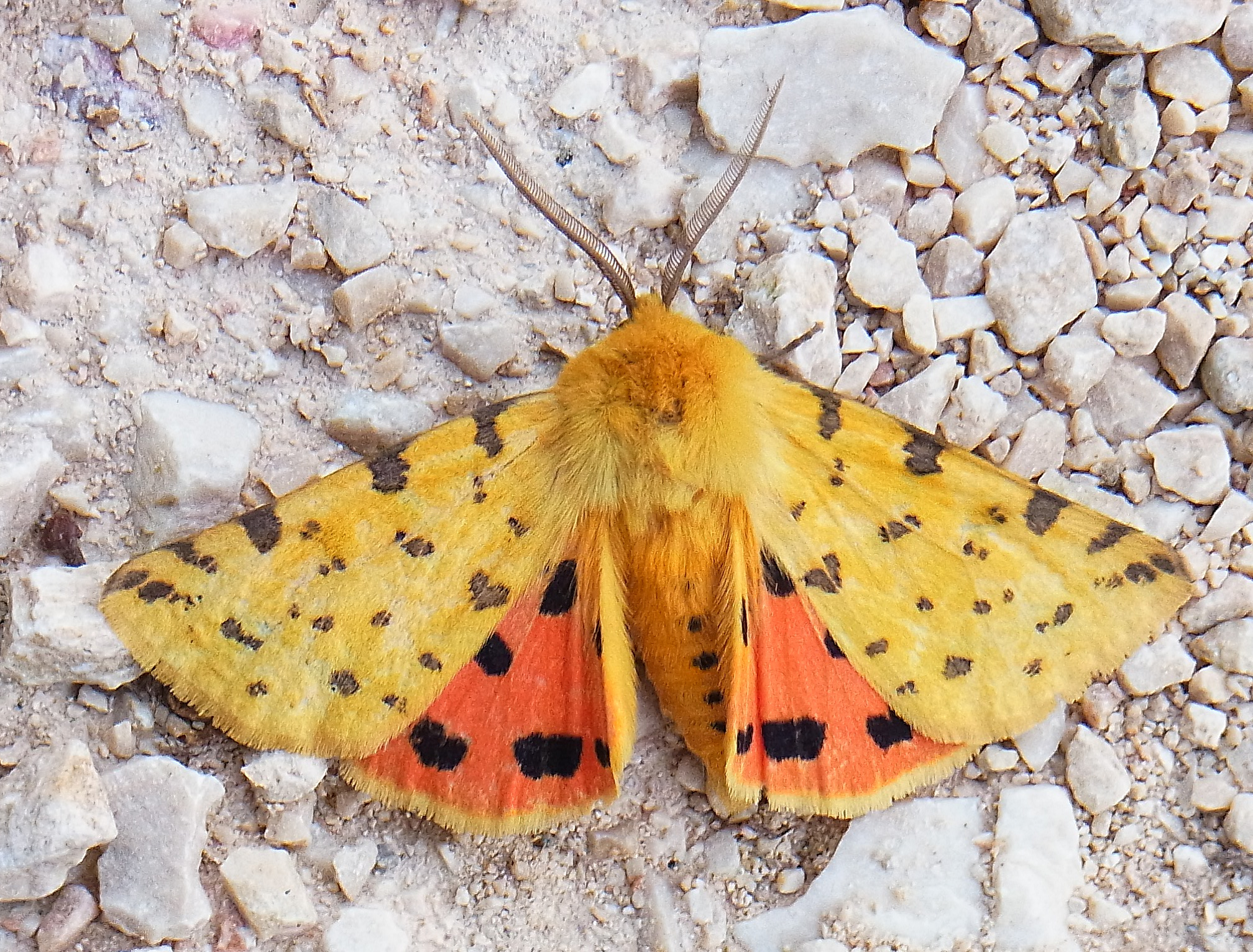
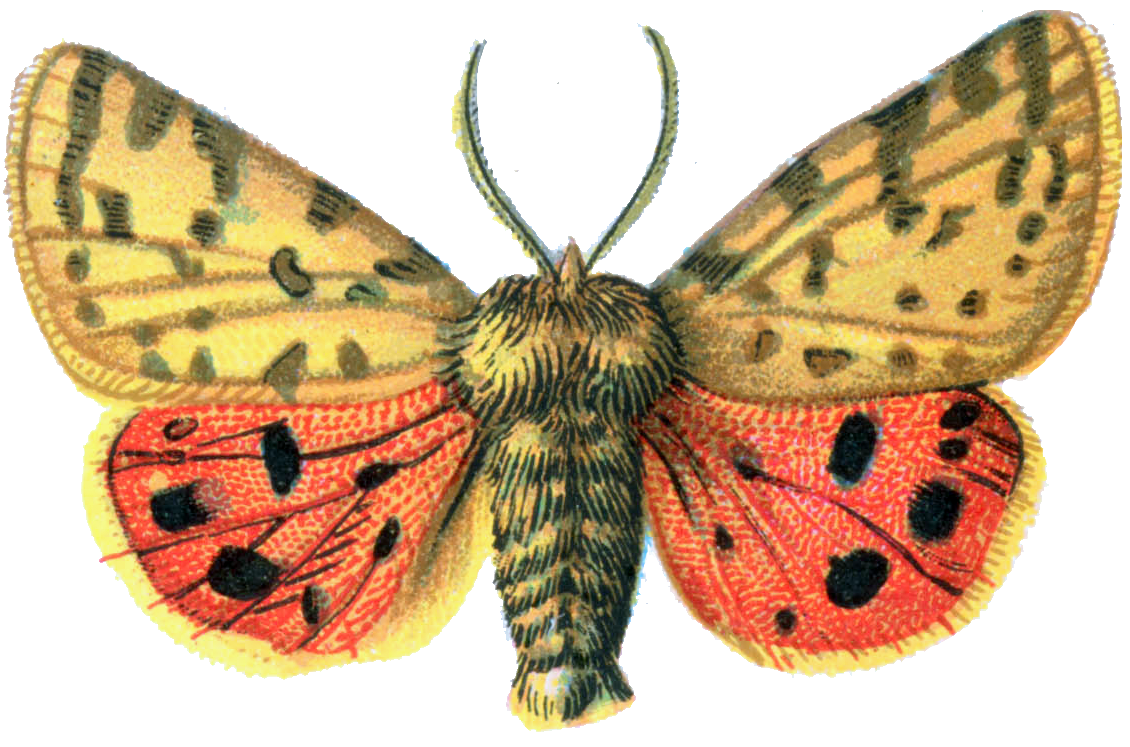

- Tập tin:DBP 1992 1602-R.JPG